# سووره
سووره (به لهستانی:  Swory) یک منطقهٔ مسکونی در لهستان است که در گمینا بیاوا پودلاسکا واقع شده‌است.